# Vinceria
Vinceria es un género extinto de dicinodontes kannemeyeriformes perteneciente a la familia Shansiodontidae que vivieron en lo que hoy es Sudamérica en el Anisiense; sus restos fósiles han aparecido en Argentina.